# راسيل واتسون
راسيل واتسون (بالإنجليزية: Russell Watson)‏ هو مغني وموسيقي بريطاني، ولد في 23 نوفمبر 1966 في سالفورد في المملكة المتحدة.

## وصلات خارجية
- الموقع الرسمي
- راسيل واتسون على موقع IMDb (الإنجليزية)
- راسيل واتسون على موقع ميوزك برينز (الإنجليزية)
- راسيل واتسون على موقع إن إن دي بي (الإنجليزية)
- راسيل واتسون على موقع أول ميوزيك (الإنجليزية)
- راسيل واتسون على موقع ديسكوغز (الإنجليزية)
- راسيل واتسون على موقع قاعدة بيانات الفيلم (الإنجليزية)